# Acilius kishii
Acilius kishii là một loài bọ cánh cứng trong họ Bọ nước. Loài này được Nakane miêu tả khoa học năm 1963.

## Hình ảnh

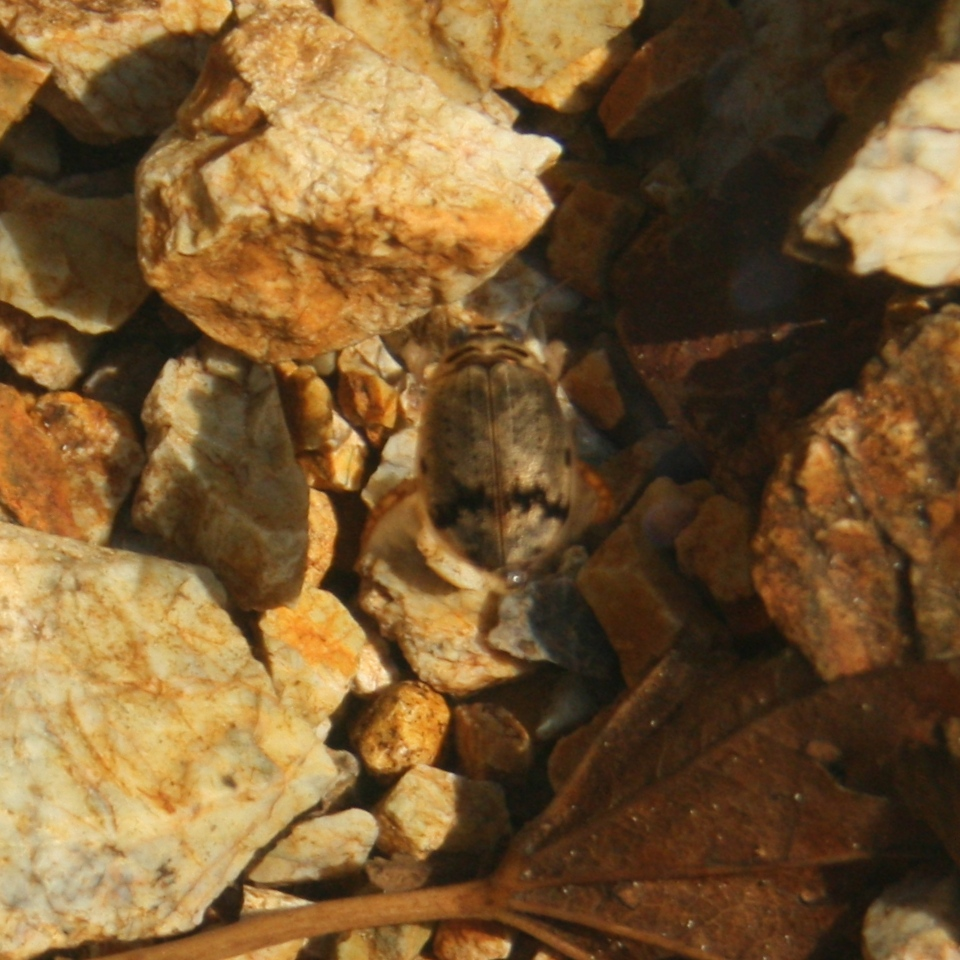
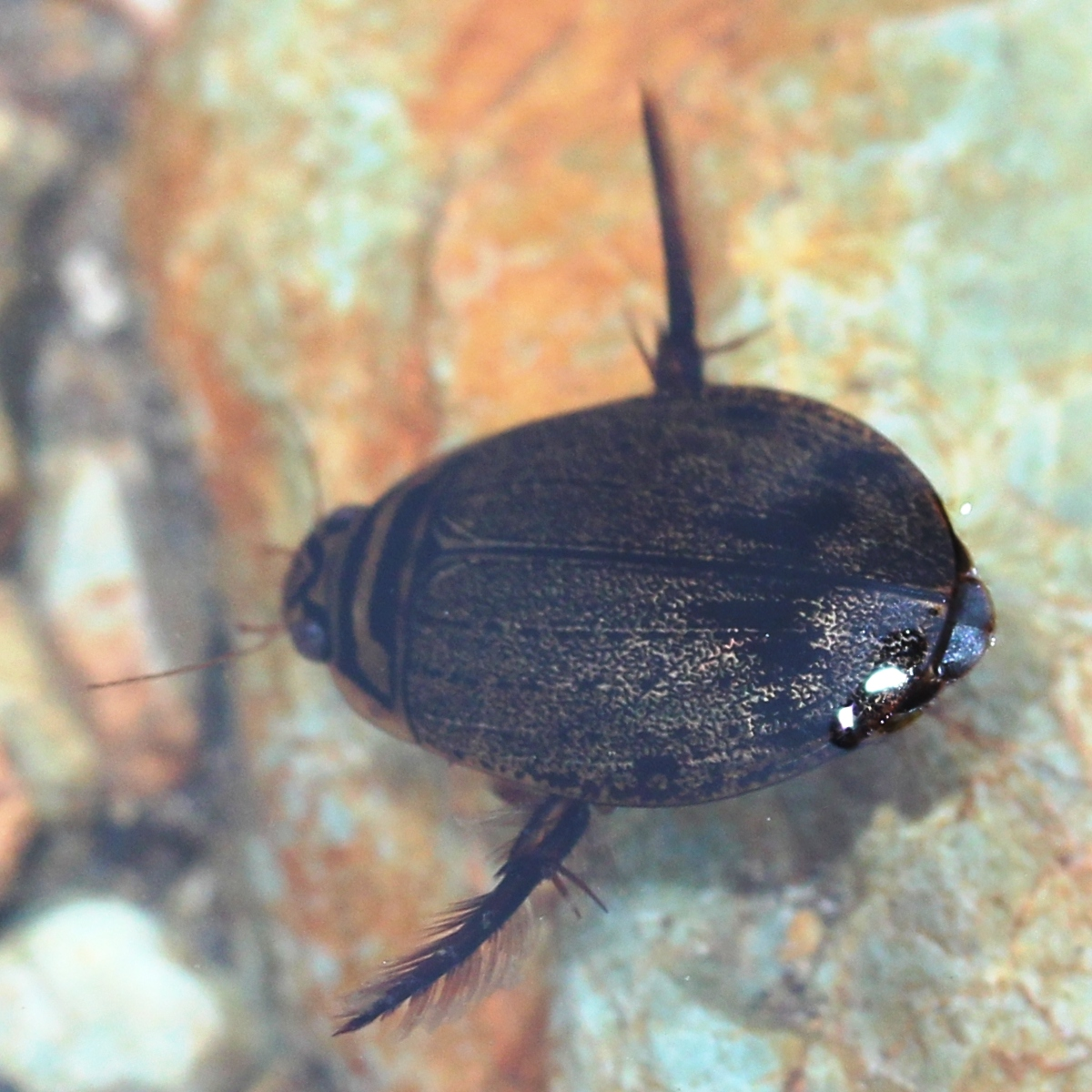